# Cunonia vieillardii
Cunonia vieillardii är en tvåhjärtbladig växtart som beskrevs av Brongn. & Gris. Cunonia vieillardii ingår i släktet Cunonia och familjen Cunoniaceae. Inga underarter finns listade i Catalogue of Life.